# Brezova Glava
Brezova Glava – wieś w Chorwacji, w żupanii karlowackiej, w mieście Karlovac. W 2011 roku liczyła 135 mieszkańców.